# Elena Kuličenko
Elena Alekseevna Kuličenko (in russo Елена Алексеевна Куличенко?, in greco Έλενα Κουλιτσένκο?, Elena Koulitsénko; Odincovo, 28 luglio 2002) è un'altista russa naturalizzata cipriota.

## Biografia
Nata ad Odincovo in Russia, figlia di Marina e Aleksej Kuličenko, dopo aver ottenuto il diploma ha iniziato l'università in Russia, nel 2021 ottiene una borsa di studio per l'università della Georgia dove studia Sviluppo Internazionale e gareggia per la squadra universitaria dei Georgia Bulldogs.
Nel 2017 vince la medaglia d'argento al Festival olimpico della gioventù europea nel salto in alto.
Nel 2018 le viene concesso, dalla IAAF, il permesso di competere in eventi junior come atleta neutrale., l'anno successivo è stata nuovamente dichiarata idonea a competere come atleta neutrale autorizzata dal Doping Review Board della IAAF, visto che la federazione nazionale russa ha continuato a rimanere sospesa.
Nel 2019 ha ottenuto la cittadinanza cipriota perché suo padre lavora e possiede proprietà nel paese. A marzo 2021 ha fatto domanda per entrare a far parte dell'Associazione atletica amatoriale di Cipro e dopo un anno di transizione ha potuto partecipare con la nuova nazionalità alle competizioni internazionali.
Nell'estate 2023 ha vinto la medaglia d'oro nel salto in alto ai campionati europei under 23 ad Espoo in Finlandia; mentre ai Giochi universitari (ex Universiadi) ha vinto la medaglia d'argento.
Ai mondiali di Budapest giunge 13ª nella finale del salto in alto, dopo aver stabilito nelle qualificazioni il suo personale con 1,92 m.

## Progressione

### Salto in alto
| Stagione | Misura | Luogo    | Data      | Rank. Mond. |
| -------- | ------ | -------- | --------- | ----------- |
| 2023     | 1,92 m | Budapest | 25-8-2023 |             |
| 2022     | 1,87 m | Athens   | 29-4-2022 |             |
| 2021     | 1,79 m | Limassol | 10-6-2021 |             |
| 2019     | 1,82 m | Atene    | 12-6-2019 |             |
| 2019     | 1,87 m | Gyor     | 29-7-2017 |             |

### Salto in alto indoor
| Stagione | Misura | Luogo        | Data      | Rank. Mond. |
| -------- | ------ | ------------ | --------- | ----------- |
| 2022/23  | 1,92 m | Fayetteville | 25-2-2023 |             |
| 2021/22  | 1,83 m | Birmingham   | 21-1-2022 |             |
| 2020/21  | 1,82 m | Smolensk     | 11-2-2021 |             |
| 2019/20  | 1,82 m | Volgograd    | 8-2-2020  |             |
| 2018/19  | 1,84 m | Smolensk     | 7-2-2019  |             |
| 2017/18  | 1,75 m | Mosca        | 21-1-2018 |             |

## Palmarès
| Anno | Manifestazione               | Sede      | Evento        | Risultato | Prestazione | Note        |
| ---- | ---------------------------- | --------- | ------------- | --------- | ----------- | ----------- |
| 2023 | Europei U23                  | Espoo     | Salto in alto | Oro       | 1,91 m      |             |
| 2023 | Giochi mondiali universitari | Chengdu   | Salto in alto | Argento   | 1,91 m      |             |
| 2023 | Mondiali                     | Budapest  | Salto in alto | 13ª       | 1,90 m      | [ 8 ] [ 9 ] |
| 2024 | Giochi olimpici              | Parigi    | Salto in alto | 7ª        | 1,95 m      |             |
| 2025 | Mondiali indoor              | Nanchino  | Salto in alto | 7ª        | 1,92 m      |             |
| 2025 | Giochi mondiali universitari | Reno-Ruhr | Salto in alto | Bronzo    | 1,87 m      |             |

## Campionati nazionali
- 1 volta campionessa nazionale cipriota del salto in alto (2023)

2019
- Argento campionati russi indoor under 20 (Smolensk), salto in alto - 1,84 m

2020
- 5ª ai campionati russi under 20 (Smolensk), salto in alto - 1,82 m

2021
- Argento ai campionati russi indoor under 20 (Smolensk), salto in alto - 1,82 m
- Argento ai campionati ciprioti (Limassol), salto in alto - 1,79 m

2023
- Oro ai campionati ciprioti (Nicosia), salto in alto - 1,90 m

## Altre competizioni internazionali
2017
- Argento al Festival olimpico della gioventù europea ( Győr), salto in alto - 1,87 m

2023
- 5 ai Campionati europei a squadre - Seconda divisione, ( Chorzów), salto in alto - 1,91 m